# Rudi Matheus
Rudi Matheus (* 7. Juni 1935; † 18. November 2019 in Marl) war ein deutscher Fußballspieler.

## Karriere

### Vereine
Matheus spielte im Alter von 18 Jahren für den TSV Marl-Hüls erstmals im Seniorenbereich in der seinerzeit drittklassigen Landesliga Westfalen. Mit seinem Verein als Meister aus der Staffel 4 hervorgegangen, stieg er mit ihr in die 2. Oberliga West auf. Zuvor nahm er mit seiner Mannschaft an der Endrunde um die Westfalenmeisterschaft teil, in der sie sich souverän gegen die anderen vier Staffelsieger durchzusetzen vermochte. Damit nahm er mit seinem Verein als Vertreter des Fußball- und Leichtathletik-Verbandes Westfalen an der Endrunde um die Deutsche Amateurmeisterschaft teil. Das am 26. Juni 1954 in der Gelsenkirchener Glückauf-Kampfbahn gegen die Spvgg. 03 Neu-Isenburg als Vertreter des Hessischen Fußball-Verbandes ausgetragenen Finale wurde mit 6:1 gewonnen.
In der höheren Spielklasse konnte diese in einem Teilnehmerfeld von 15 Mannschaften als 13. gehalten werden. In dieser Saison kam er auch im Wettbewerb um den DFB-Pokal zum Einsatz, doch das am 15. August 1954 beim 1. FC Nürnberg ausgetragene Vorrundenspiel wurde mit 0:2 verloren. Im Punktspielbetrieb folgten die Plätze Sechs, Fünf, Drei und Sieben. Mit Einnahme des zweiten Platzes – punktgleich mit dem SV Sodingen – stieg er mit seiner Mannschaft in die seinerzeit höchste Spielklasse im deutschen Fußball auf. Die Premierensaison 1960/61, in der er 19 von 30 Punktspielen bestritt, konnte in einem Teilnehmerfeld von 16 Mannschaften als 12. gehalten werden. In der Folgesaison, in der Matheus erneut 19 Punktspiele bestritten hatte, konnte der Abstieg soeben noch abgewendet werden, nicht so am Saisonende 1962/63, in der er in acht Punktspielen eingesetzt wurde.

### Nationalmannschaft
Bei seinem Debüt als Nationalspieler kam er im ersten Länderspiel einer DFB-Jugendauswahl „A“ im erstmals ausgetragenen FIFA-Juniorenturnier in Belgien zum Einsatz. Die Vorrundenbegegnung mit der A-Jugendauswahl Argentiniens am 31. März 1953 in Lüttich wurde mit seinem Tor, das von Uwe Seeler und Klaus Stürmer mit 3:2 gewonnen. Sein zweites und zugleich letztes Länderspiel am 2. April 1953 wurde in Antwerpen mit 1:5 gegen die A-Jugendauswahl Spaniens in der Zwischenrunde deutlich verloren.
Im Trostrundenspiel am 4. April 1953 in Boom bei der 1:3-Niederlage gegen die A-Jugendauswahl Englands und im Spiel um Platz sieben ein Tag später in Reraix bei der 2:3-Niederlage gegen die A-Jugendauswahl Luxemburgs, wurde er nicht eingesetzt.

## Erfolge
- Aufstieg in die Oberliga West 1960
- Deutscher Amateurmeister 1954

## Ableben
Matheus verstarb am 18. November 2019; die Beisetzung der Urne fand am 6. Dezember im Marler Stadtteil Drewer statt.